# Vilém Zemanek
Vilém Zemanek   (Praga, 9 de maig de 1875 - Smíchov, 8 de juny de 1922) fou un director d'orquestra i compositor txec.

## Biografia
Va néixer a Praga com a fill d'un rabí. Va ser criat en alemany. Es va graduar a l'escola de gramàtica i a la Facultat de Medicina de la Universitat alemanya de Praga. A més, va rebre una educació musical. Va estudiar piano amb l'alumne de Liszt, Friedrich Rehbock, que aleshores treballava al "Royal German Theatre". Després d'aconseguir el títol, va anar a Viena per estudiar direcció amb Joseph Schalk i Ferdinand Löwe i musicologia amb Guido Adler. Mai va exercir la medicina i es va dedicar completament a la música.
Va començar com a director de bandes als teatres de la ciutat a Elberfeld, Alemanya (1900–1901) i Riga (1901–1902). El 20 de novembre de 1902, va dirigir la Filarmònica txeca a Praga. Després del gran èxit d'aquest concert, va ser nomenat director titular. Aleshores, la Filarmònica txeca estava a punt de col·lapse financer i estava amenaçada d'extinció. Zemánek va demostrar extraordinàries habilitats organitzatives i va aconseguir salvar la Filarmònica. Hi van contribuir estacions extraordinàries d'estiu a Pavlovsk a prop de Sant Petersburg el 1904 i a Varsòvia el 1905 i 1909. Va aconseguir mantenir la Filarmònica txeca durant la Primera Guerra Mundial. Entre altres coses, va introduir regularment concerts de diumenge i va presentar estrenes d'obres de la jove generació de compositors txecs.
Va ser acusat de lideratge autoritari i d'una dura i disciplinada relació amb l'orquestra. En l'ànim generalment revolucionari d'aquella època, el 16 d'abril de 1918 fou apartat del lideratge de la Filarmònica txeca. Va crear una agència de concerts i va organitzar esdeveniments musicals alemanys majoritàriament. Aviat va morir a Praga.

## Treballs
No és gaire conegut com a compositor. Va adaptar obres per a compositors txecs per al piano (per exemple, Antonín Dvořák: Vodník; Josef Suk: Symphony in E major, Quartet in B flat major), per contra, va instrumentar les cançons bíbliques de Dvořák.